# Ρ-Meson
ρ-Mesonen (Rho-Mesonen) sind Mesonen mit demselben Quarkinhalt wie Pionen, jedoch mit Spin eins. Sie können daher als Drehimpuls-Anregungen der entsprechenden Pionen angesehen werden und sind Vektormesonen.

## Beschreibung
Genau wie die Pionen bilden auch die ρ-Mesonen ein Isospin-Triplett. Das bedeutet, dass es drei verschiedene Zustände der ρ-Mesonen gibt: das neutrale ρ0, das eine Überlagerung der Zustände uu und dd darstellt
{\displaystyle |\rho ^{0}\rangle ={\frac {1}{\sqrt {2}}}\left(|d{\bar {d}}\rangle -|u{\bar {u}}\rangle \right)} ,
sowie die geladenen ρ+
{\displaystyle |\rho ^{+}\rangle =|u{\bar {d}}\rangle }
und ρ−
{\displaystyle |\rho ^{-}\rangle =|{\bar {u}}d\rangle }.
ρ-Mesonen zerfallen zu beinahe 100 % unter der starken Kraft in zwei Pionen. Dadurch haben sie eine sehr kurze Lebenszeit von etwa 4,5 · 10−24 Sekunden bzw. eine sehr große Zerfallsbreite.
ρ-Mesonen konnten erstmals 1961 in Experimenten nachgewiesen werden.

## Besonderheiten
ρ-Mesonen sind die leichtesten Teilchen, die unter der starken Wechselwirkung zerfallen. Dies macht sie in der aktuellen Forschung vor allem von theoretischer Seite interessant, da sich an ihrem Beispiel die Dynamik der starken Wechselwirkung studieren lässt. In den letzten Jahren (Stand 2011) wurden zum Beispiel im Rahmen von Gitter-QCD-Rechnungen Streuvorgänge von zwei Pionen simuliert. Daraus konnten Masse und Zerfallsbreite der Resonanz extrahiert werden.